# Darko Domijan
Darko Domijan (Karlovac, 5. veljače 1952.) hrvatski je pjevač zabavne glazbe, koji je najveću popularnost doživio 1970-ih i 1980-ih, hitovima kao što su "Ruže u snijegu", "Sedam suza", "Ulica jorgovana", "Put u raj" i drugi.

## Životopis
Domijan je rođen 1952. u Karlovcu, gdje je i odrastao. Pohađao je glazbenu školu, odsjek violončelo. Već s petnaest godina počinje se baviti rock i zabavnom glazbom. Pjeva pjesme američkih soul pjevača Raya Charlesa, Wilsona Picketta, Otisa Reddinga i drugih. Godine 1972. upisuje Muzičku akademiju u Zagrebu, no studij prekida kako bi se posvetio glazbenoj karijeri.
Prvu pjesmu, "Ruku mi daj", Domijan je objavio 1972. u izdanju diskografske kuće Suzy, a 1974. godine postaje poznat velikim hitom "Ulica jorgovana". Iste godine objavljuje i prvi album, Stani bar na tren. Od 1974. nastupa na festivalima u Zagrebu i Splitu, poznatim hitovima Naučit ću te mala, Dugo će boljeti, Julske kiše i drugim. Iste godine snimio je singl Ulica jorgovana s kojom je doživio prvi veliki glazbeni uspjeh.
Domijan najveću popularnost postiže početkom 1980-ih. Album Put u raj iz 1982. s hitom "Sedam suza" prodaje se u 170.000 primjeraka. Sljedeće godine još veći uspjeh postiže album Ruže u snijegu, koji se prodao u preko 250.000 primjeraka, čime je Domijan postao jedan od najuspješnijih izvođača na području tadašnje SFRJ.
Nakon 1989. i albuma Čuvam te anđele Domijan nastupa povremeno, dok mu je glavna preokupacija vlastiti odvjetnički ured. Godine 2001. izašao je album Sve najbolje, kolekcija najvećih hitova. 2011. diskografska kuća Croatia Records izdaje ZLATNU KOLEKCIJU-DARKO DOMIJAN, s 39 najljepših pjesama. Danas je na traženje publike i ljubitelja njegovih pjesama ponovno aktivan i priprema svoj povratnički album s novim pjesmama.

## Diskografija

### Albumi
1. Stani bar na tren (1974.)
2. Pastir kraj vatre (1975.)
3. Godine kad smo se voljeli (1980.)
4. Put u raj (1982.)
5. Ruže u snijegu (1983.)
6. Sunčana obala (1984.)
7. Ti si mi sudbina (1985)
8. Ja plaćam noćas (1987.)
9. Čuvam te anđele (1988.)
10. Sve najbolje (2001.)
11. Zlatna kolekcija (2011.)